# はじけよう
「はじけよう」は、2001年6月1日にリリースされたCHARCOAL FILTERの6枚目のシングル。

## 概要
- 本作よりレーベルを日本コロムビアに移籍した。
- 表題曲「はじけよう」は、プロデューサーとアレンジに米米CLUBの林部直樹が参加した。
- 「はじけよう」は、大塚ベバレジ「MATCH」CMソング。「Don't miss it」に続いて2回目のタイアップ。
- カップリングの「リビドー」は、映画「BOM!」挿入歌。

## 収録曲
1. はじけよう
2. Jumpin' high
3. リビドー

### クレジット
- 作詞：大塚雄三（全曲）
- 作曲：CHARCOAL FILTER（全曲）
- 編曲：CHARCOAL FILTER（全曲）　林部直樹（#1）

## 収録アルバム
- PANIC POP (#1)
- C☆BEST+ Flying Hi-High (#1, #2, #3)